# Pinte (Wernigerode)

Lage der Pinte in Hasserode

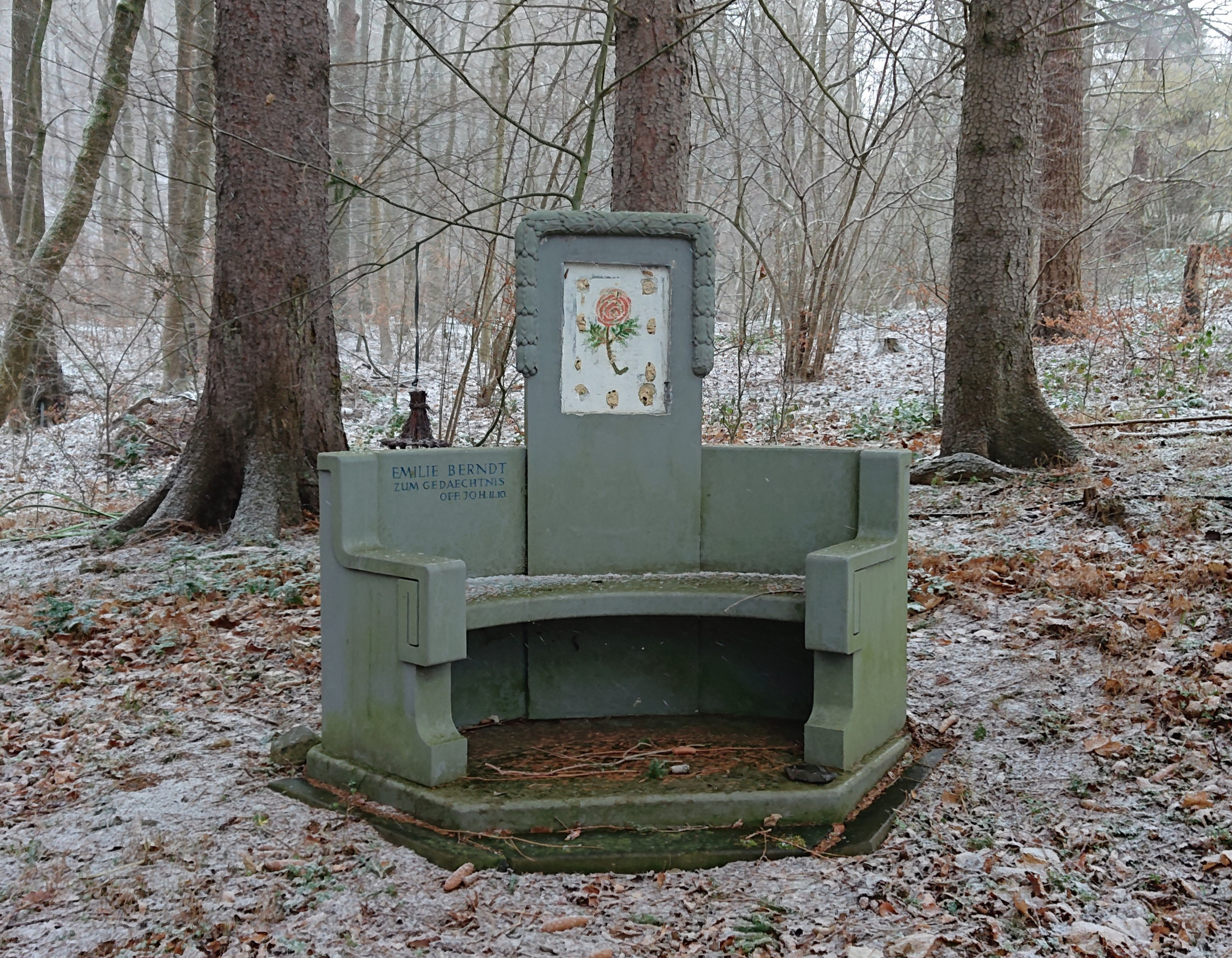
Memorialstätte für die Familie Berndt am Waldrand der Pinte, 2022

Die Pinte ist eine Flur- und frühere Straßenbezeichnung im Stadtteil Hasserode von Wernigerode im Harz.

## Geografische Lage
Die Pinte schließt sich südlich an das Amtsfeld an und erstreckt sich bis zum Waldrand südlich von Oberhasserode am Eingang des Schäfergrundes, in den die Trift führt. Auf der Pinte wurde um 1900 das Hotel Steinberg errichtet. Die Pinte wurde in den Folgejahren durch zwei Straßen erschlossen, von denen die eine den Namen Pinte übernahm (später: Luisenstraße, heute: Rosa-Luxemburg-Straße). Die andere Straße trägt noch heute die Bezeichnung Steinbergstraße.

## Name
Die Bezeichnung Pinte leitet sich vom Begriff Bünte bzw. Bunde = zum Zweck privater Nutzung ausgesondertes Land im Gegensatz zum Gemeindeeigentum ab. Sie findet sich erstmals 1620 als die Lutherodische Wiese die Pünte gen. in Ha[sserode]. Die Familie des Wernigeröder Amtsschössers Lutterodt besaß hier am Waldrand neben dem Amtsfeld, also dem Feld der Burg Hasserode, eine Wiese.

## Geschichte
Später besaß die gräfliche (ab 1890) fürstliche Familie Stolberg-Wernigerode hier Grundbesitz. Für das angrenzende Waldrevier wurde an der Pinte spätestens im 19. Jahrhundert eine Samendarre errichtet, in der aus Fichtenzapfen Samen durch Trocknung gewonnen wurden. 1900/01 wurde dieses Gebäude zu einem Zweifamilienhaus für fürstliche Angestellte ausgebaut und erhielt später die Bezeichnung Luisenstraße 2.
Der Magdeburger Unternehmer Hermann Gruson ließ neben seiner 1908 errichteten Villa ein an der Pinte gelegenes Waldstück in Richtung Großes Mastkopftal urbar machen. Gruson legte dort eine Gartenanlage mit Blockhaus und Memorialstätte an, die am 23. Juni 2021 unter dem Sachbegriff „Park“ in die örtliche Denkmalliste aufgenommen wurde (Erfassungsnummer 094 56357). Der im gleichen Jahr gegründete Verein Die Pinte e. V. bemüht sich unter Vorsitz von Wolfgang Rabsch um deren Erhalt und die Erforschung der Geschichte rings um die Pinte.